# کوه‌های یابلونوی

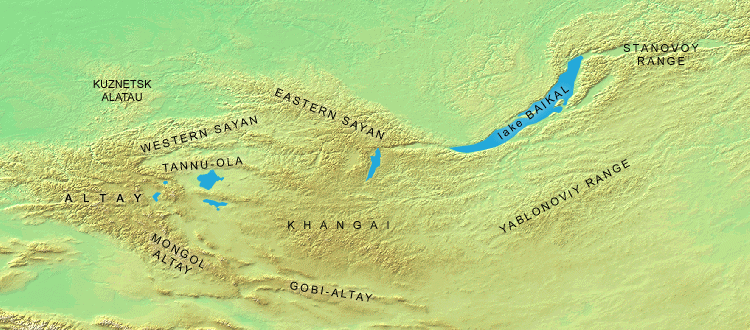
تصویر توپوگرافی روسیه که کوه‌های یابلونوی را در میان رشته‌های دیگر نشان می‌دهد.

کوه‌های یابلونوی (روسی: Яблоновый хребет، بوریاتی: Яабланай шэлэ нуруу، Yaablanai shele nuruu ; مغولی: Яблоны нуруу، Yablony nuruu) رشته کوهی در سیبری است. این کوه در ترنسبایکال (به‌طور عمده در استان چیتا) در روسیه واقع است.
این رشته از مغولستان در شمال شرقی و از شرق دریاچه بایکال عبور می‌کند. کوه‌های یابلونوی قبل از رسیدن به رشته‌کوه استانووی حدود ۱۶۰۰ کیلومتر طول دارند.

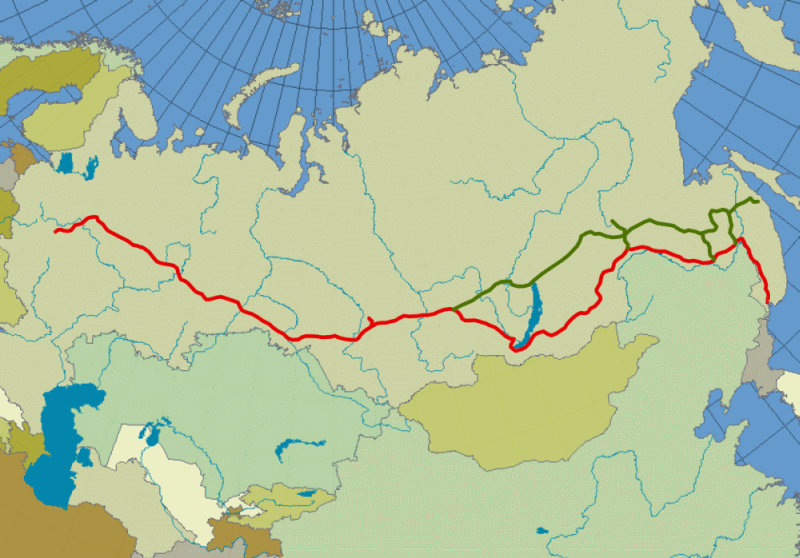
راه‌آهن ترانس سیبری